# 蒙布瓦西耶
蒙布瓦西耶（法語：Montboissier，法語發音：[mɔ̃bwasje]）是法国厄尔-卢瓦省的一个市镇，属于沙托丹区。

## 地理
蒙布瓦西耶（48°13'15"N, 1°23'34"E）面积13.94 平方千米，位于法国中央-卢瓦尔河谷大区厄尔-卢瓦省，该省份为法国北部内陆省份，北起顺时针与厄尔省、伊夫林省、埃松省、卢瓦雷省、卢瓦-谢尔省、萨尔特省和奧恩省接壤。
与蒙布瓦西耶接壤的市镇（或旧市镇、城区）包括：博斯地区维特赖。

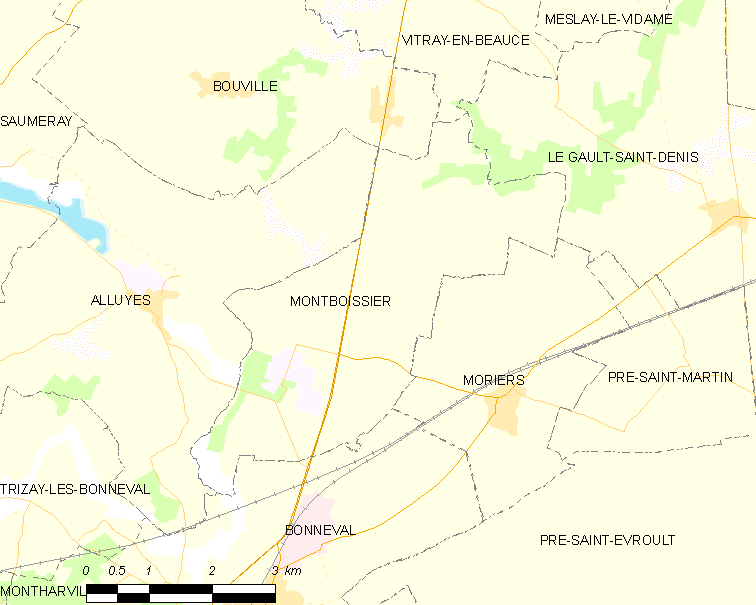
蒙布瓦西耶的OSM定位图

蒙布瓦西耶的时区为UTC+01:00、UTC+02:00（夏令时）。

## 行政
蒙布瓦西耶的邮政编码为28800，INSEE市镇编码为28259。

## 政治
蒙布瓦西耶所属的省级选区为沙托丹县。

## 人口

1962-2008年间蒙布瓦西耶人口变化图示

蒙布瓦西耶于2022年1月1日时的人口数量为348人。